# Kerkíni
Kerkíni (Kerkini) är en ort i Grekland.   Den ligger i prefekturen Nomós Serrón och regionen Mellersta Makedonien, i den norra delen av landet, 400 km norr om huvudstaden Aten. Kerkíni ligger 36 meter över havet och antalet invånare är 980. Den ligger vid sjön Límni Kerkíni.
Terrängen runt Kerkíni är varierad. Runt Kerkíni är det ganska tätbefolkat, med 56 invånare per kvadratkilometer. Närmaste större samhälle är Irákleia, 17,0 km öster om Kerkíni. I omgivningarna runt Kerkíni växer i huvudsak blandskog.